# Mare Serenitatis
Mare Serenitatis ("Biển Serenity") là một vùng tối Mặt Trăng nằm ở phía đông của Mare Imbrium trên Mặt trăng.
Mare Serenitatis nằm trong lưu vực Serenitatis, có niên đại Nectaria. Các vật liệu xung quanh "biển" này thuộc niên đại Hạ Imbria, trong khi vật liệu mare là của thời đại Thượng Imbria. "Biển" Bazan bao gồm một phần lớn của lưu vực và tràn vào Lacus Somniorum về phía đông bắc. Các đặc điểm đáng chú ý nhất là miệng núi lửa Posidonius trên mép phía đông bắc của "biển". Đặc điểm vòng về phía tây của mare là không rõ ràng, ngoại trừ Montes Haemus. Mare Serenitatis kết nối với Mare Tranquillitatis về phía đông nam và giáp Mare Vaporum về phía tây nam. Mare Serenitatis là một ví dụ về một mascon, một khu vực hấp dẫn bất thường trên mặt trăng.
Một mật độ khối (mascon), hoặc hấp dẫn cao, đã được xác định trong các trung tâm của Mare Serenitatis từ Doppler theo dõi các tàu vũ trụ năm Lunar Orbiter vào năm 1968. Mascon đã được khẳng định và lập bản đồ với độ phân giải cao hơn với tàu con sau này như Lunar Prospector và GRAIL.